# ابرفینگ
ابرفینگ (به آلمانی: Eberfing) یک شهر در آلمان است که در بایرن واقع شده‌است.

## خصوصیات
ابرفینگ ۲۵٫۹۳ کیلومترمربع مساحت دارد ۶۱۰ متر بالاتر از سطح دریا واقع شده‌است.